# Hakea orthorrhyncha
Hakea orthorrhyncha (лат.) — кустарник, вид рода Хакея (Hakea) семейства Протейные (Proteaceae). Эндемик окрестностей реки Мерчисон в Западной Австралии.

## Ботаническое описание

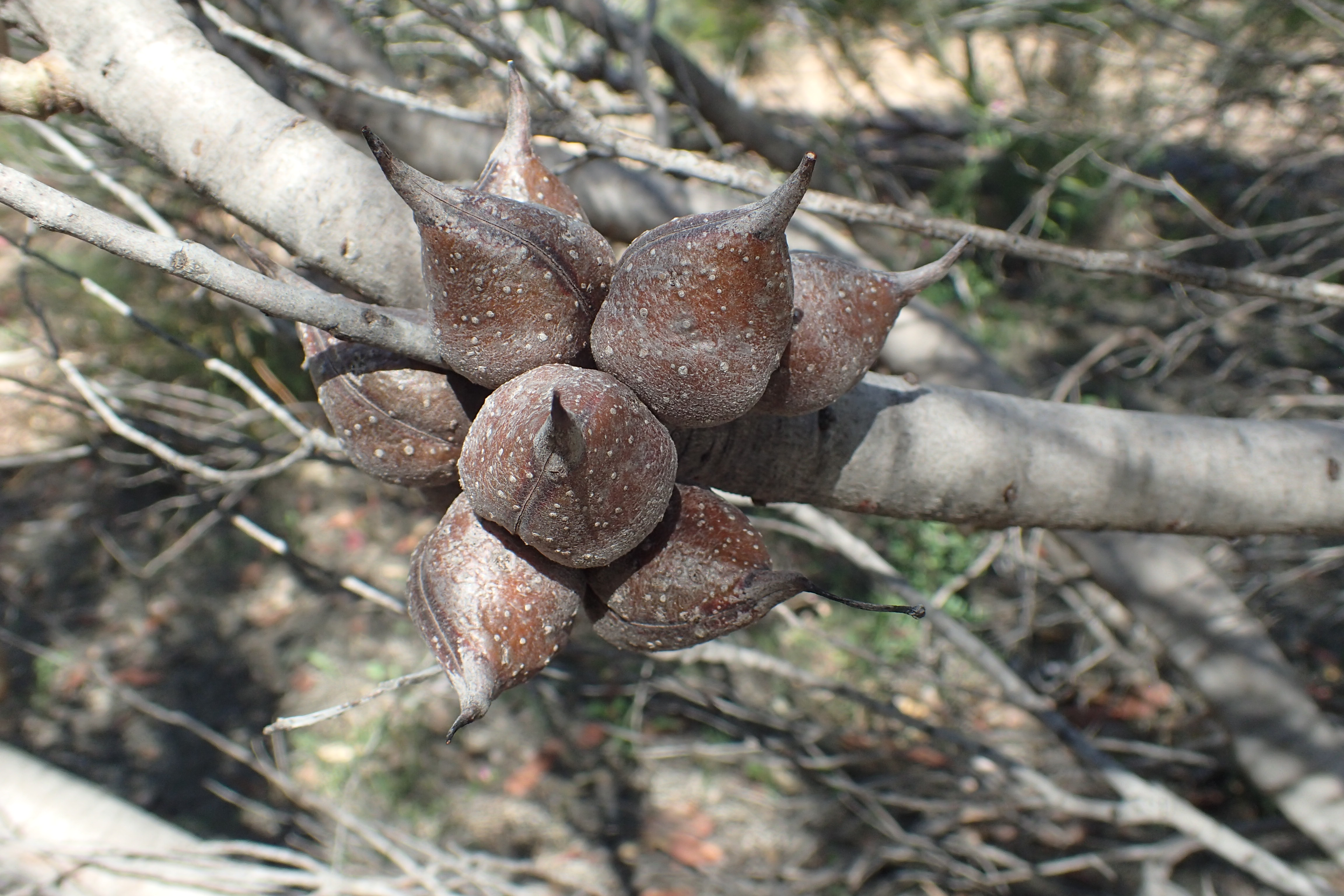
Плоды Hakea orthorrhyncha.

Hakea orthorrhyncha — широкий кустарник, достигает 1-3 м в высоту с такой же шириной. Ярко-красные цветки появляются в пазухах листьев на более старых ветвях с ранней зимы до ранней весны. Листья бывают разнообразной формы, могут быть игольчатыми или плоскими и иногда раздвоенными, изогнутыми или прямыми, заканчиваясь острой вершиной длиной 7-18 см. Гладкие древесные плоды имеют яйцевидную или эллиптическую форму длиной 4-5 см и шириной 2 см.

## Таксономия
Вид Hakea orthorrhyncha был описан немецким ботаником Фердинандом фон Мюллером в 1868 году. Видовой эпитет — происходит от греческих слов orthos «прямой» и rhynchos «клюв», ссылаясь на прямой клюв на семенных капсулах.
Существуют два подвида, основанные на разных характеристиках листьев:
- Hakea orthorrhyncha filiformis F.Muell. ex Benth. — широкий куст до 3 м высотой, тонко текстурированные иглоподобные тёмно-зелёные листья, часто разделенные до 160 мм в длину с бороздкой на нижней стороне листа[8]. Этот подвид произрастает от реки Мерчисон до района Мингенев[9].

- Hakea orthorrhyncha orthorrhyncha F.Muell. — округлый кустарник до 1,5 м (5 футов) имеет плоские длинные и узкие кожистые листья шириной 2-3 мм и длиной 140 мм[8]. Ареал этого подвида ограничен северными песчаными равнинами региона Калбарри[9].

## Распространение и местообитание
H. orthorrhyncha растёт на песчаных равнинах Джералдтона на сером песке, суглинке и граните.